# Mytická fikce
Mytická fikce je literatura, která má kořeny, inspiruje se nebo jinak čerpá z témat a symbolů pocházejících z mýtů, legend, folklóru a pohádek.Termín byl vytvořen autory Terri Windling a Charlesem de Lintem. Mythic fiction se v mnohém mísí s žánrem městská fantasy a oba žánry bývají často zaměňovány, ale mythic fiction zahrnuje také současnou literaturu, která není zasazená do městského prostředí. Mythic fiction zahrnuje současnou literární tvorbu, která často překračuje hranici mezi literární a fantastickou fikcí.
Spisovatelka Terri Winling pomohla vzbudit zájem o mythic fiction jako spolueditorka (společně s Ellen Datlow) série The Year's Best Fantasy and Horror, která vycházela po šestnáct let a také jako editorka Journal of Mythic Arts pro Endicott studio. Na stránkách Endicott studia je možné nalézt doporučený seznam knih žánru mythic fiction: A mythic fiction reading list.
Ačkoli mythic fiction může být volně založena na některé světové mytologii, nejčastěji využívá nejrůznějších známých mytologických archetypů. Na rozdíl od žánru mythopoeia, který vytváří své vlastní legendy či vlastní folklór. Spadá sem například tvorba J. R. R. Tolkiena.